# André Dumont (Radsportler)
André Dumont (* 4. Mai 1903 in Saint-Péray; † 16. August 1994) war ein französischer Radrennfahrer.

## Sportliche Laufbahn
Von 1927 bis 1938 fuhr er als Berufsfahrer.
1938 siegte er im Eintagesrennen Paris–Limoges. Es blieb sein einziger Erfolg als Profi. Er startete in der Tour de France 1938 und schied auf der 9. Etappe aus.